# Purdah

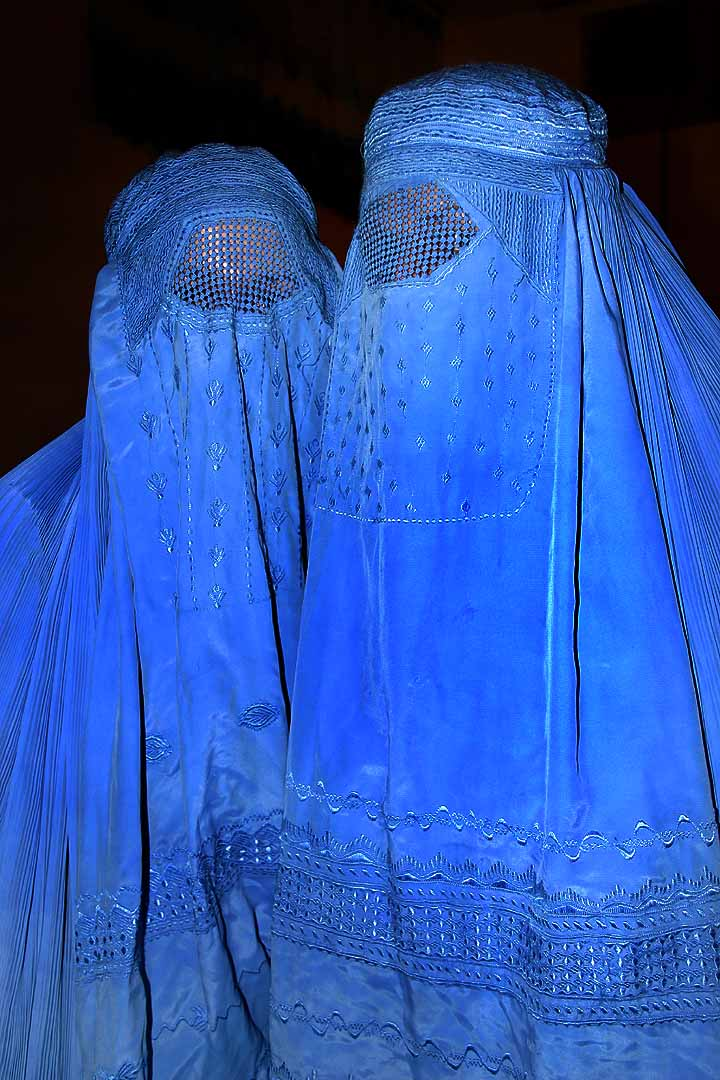
Duas mulheres afegãs vestindo um tchadri tradicional.

Purdah ou Pardaa (Persa: پرده, Urdu: پردہ, Hindi: पर्दा, “cortina”) é a prática de impedir as mulheres de serem vistas pelos homens que não sejam seus parentes diretos. De acordo com uma definição: Purdah é uma cortina que torna nítida a separação entre o mundo do homem e o da mulher, entre a comunidade como um todo e da família que é o seu coração, entre a rua e a casa, o público e o privado, assim como agudamente separa o que é da sociedade e o que é do indivíduo.
Essa separação ocorre de duas formas: a primeira é uma separação física entre os sexos, e a segunda é exigência de que as mulheres cubram seus corpos e ocultem a sua forma por meio da burca ou do nicabe.
Purdah existe sob várias formas no mundo islâmico e entre as mulheres hindus de algumas partes da Índia.
No mundo muçulmano, que impedem as mulheres de serem vistas pelos homens está intimamente ligada ao conceito de Namus. Namus é uma categoria ética, uma virtude, no Oriente Médio muçulmano tem um caráter patriarcal. É uma categoria altamente específica de gênero das relações dentro de uma família descrita em termos de honra, atenção respeito/respeitabilidade e modéstia. O termo é frequentemente traduzido como "honra".